# Château de Bois-Geslin
Pour les articles homonymes, voir Geslin.
Le château de Bois-Geslin est une ancienne demeure seigneuriale située sur la commune d'Armaillé, en Haut-Anjou, en Maine-et-Loire. 
Construit au XVIe siècle par le nouveau seigneur d'Armaillé, Jacques de la Forest, le bâtiment fut repris au XVIIe siècle et est inscrit au titre des monuments historiques pour son corps de logis, son pigeonnier, les ailes de communs et les façades et toitures des autres communs, par arrêté du 2 septembre 1991.

## Histoire
La terre du Bois-Geslin appartient à la famille d'Armaillé dès le XIVe siècle. Celle-ci vient s'y installer au cours du XVe siècle, quittant son ancien château et en faisant édifier un nouveau. Jean d'Armaillé rend aveu au seigneur de Pouancé en 1406 pour la terre du Bois-Geslin. En 1550, le Bois-Geslin devient le siège de la seigneurie d'Armaillé. Il est vendu, avec la seigneurie, en 1570 à Jacques de la Forest qui reprend le titre d'Armaillé. Le château et le fief dépendent toujours de Pouancé.
À la fin du XVIIe siècle, les propriétaires réaménagent la façade nord et y percent des fenêtres. Au XXe siècle, le château appartient à Louis de Broglie.

## Architecture
Le château s’élève le long de la Verzée qui alimentait des douves. Il se compose d'un corps de logis central de plan rectangulaire flanqué à l'ouest et à l'est de corps latéraux couverts en pavillons. Ceux-ci sont cantonnés sur la façade antérieure par deux tours circulaires et sur la façade postérieure par deux échauguettes, toutes coiffées de toitures coniques. 
Les élévations sont couronnées par une corniche de dalles de schiste supportées par des modillons en quart-de-rond en tuffeau. La façade sud présente des baies à croisées de pierre en grès bleu du XVIe siècle. On note aussi plusieurs baies à accolades, provenant peut-être de remploi. Les tours sont percées de meurtrières, celles situées au nord portent également des archères-canonnières. 
La façade antérieure (fin XVIe siècle) est ordonnancée et présente une élévation régulière de baies et de lucarnes couronnées par des frontons cintrés alternant avec des lucarnes à fronton triangulaire. La porte d'entrée centrale est couronnée par un fronton cintré. L'escalier principal est un escalier rampe-sur-rampe à mur-noyau avec marches en grès bleu. Au second étage, un autre escalier transversal au précédent permet d'accéder au pavillon est. Le pavillon ouest est desservi par un escalier en vis hors-œuvre. Les cloisons intérieures sont en pans-de-bois hourdés en torchis. 
La charpente est une charpente à caractère médiéval à chevrons-portant-fermes. Les communs se composent au nord de deux ailes de part et d'autre de la cour d'honneur et sur le côté sud de deux autres corps de bâtiments qui sont reliés au logis par un portail latéral (il ne subsiste que le portail ouest). Un pigeonnier circulaire flanque l'aile est et comporte lui aussi des éléments défensifs.